# Conrad Marca-Relli
Conrad Marca-Relli (Boston, 5 giugno 1913 – Parma, 29 agosto 2000) è stato un artista statunitense.

## Biografia
Nato a Boston da genitori italiani, Corrado Marcarelli - modificherà il suo nome all'inizio del 1950 in Conrad Marca-Relli – vive nella città del Massachusetts la sua infanzia, frequentando alternatamente le scuole sia negli Stati Uniti che a Roma. Nel 1927 si sposta con la sua famiglia a New York dove, verso la fine del decennio, trova lavoro come assistente di bottega di Onorio Ruotolo, storico scultore italo-americano di Manhattan. Nel 1930 frequenta per un anno le lezioni di Faust Azzaretti presso la Cooper Union School, in una sede poco distante dallo studio di Ruotolo. La frequentazione della scuola d’arte e il lavoro di bottega introdurranno l'artista ai soggetti del grande Rinascimento italiano, passione che non perderà mai durante l'intero arco della sua vita.
Nel 1931 si trasferisce da casa dei genitori in un piccolo studio a Greenwich Village. Lavora, in seguito alla Crisi del ’29, per il programma della WPA (Works Progress Administration) dal 1935 al 1938, prima come insegnante presso la Leonardo Da Vinci Art School – scuola diretta dallo stesso Ruotolo –, dove sarà insegnante di Elaine De Kooning, e poi con la divisione mural painting del Federal Art Project l'anno seguente. In questo periodo conosce moltissimi colleghi e amici che saranno con lui durante tutta la seconda metà del Novecento: Willem De Kooning, Rollin Crampton, Peter Agostini, George Spaventa, John Graham. Durante questo periodo entra in contatto con Franz Kline durante una cena dal pittore John J. Sheehan. Partito per Taxco (Messico) con Peter Agostini e George Spaventa, al ritorno si arruola nell'esercito americano a causa dello scoppio della Seconda guerra mondiale (1941 - 1945), periodo al quale risale la sua prima presenza in una mostra collettiva: Soldier Artists del 1941, alla quale partecipa con l'opera Reveille.
Dopo la guerra, Marca-Relli si stabilisce per un anno a Birdcliff (Woodstock) per poi prendere parte al Downtown Group, un gruppo di artisti che tra fine anni '40 e inizio anni '50 allestiscono i loro studi nella Lower Manhattan. Durante questo periodo è molto attratto dal mondo dell'arte d'avanguardia del Greenwich Village e i suoi riferimenti oscillano tra la metafisica di De Chirico, Carrà e Sironi. Gli artisti di cui Marca-Relli fa parte vengono chiamati il Downtown Group, in opposizione a quelli dell'Uptown Group formatosi durante la guerra presso la Galleria Art of This Century. Nel 1949, tornato da un viaggio fra Parigi e Roma del 1947-1948 nel quale aveva vissuto i diversi ambienti artistici delle due capitali – aveva conosciuto personaggi del calibro di Afro Basaldella e Nick Carone –, fonda con Philip Pavia, Mark Rothko, Franz Kline, Willem de Kooning e molti altri artisti l'Eight Street Club, importante punto di riferimento per gli intellettuali americani e promotore della prima mostra sull'espressionismo astratto, la Ninth Street Show. Utilizzato il suo studio come base operativa dell’iniziativa patrocinata da Leo Castelli, è fra gli artisti che espongono alla Ninth Street Show, che si tiene dal 21 maggio al 10 giugno 1951. L'esposizione viene allestita al primo piano del 60 East sulla Nona strada in un palazzo che doveva essere demolito, ma che Franz Kline e lo stesso Marca-Relli avevano visto durante una passeggiata sulla Nona Strada. Nello stesso 1951 conosce e sposa Anita Gibson.
"Gli artisti festeggiano non solo la presenza dei mercanti, dei collezionisti e delle persone che lavorano nei musei della Nona strada, e di conseguenza l'esposizione delle loro opere, ma anche la nascita e l'energia di un gruppo dalle grandi potenzialità". Conrad Marca-Relli è tra i 24 artisti su 256 appartenenti alla New York School inclusi nel Ninth Street Show e presenti in tutti gli Annuari di Pittura e Scultura dal 1953 al 1957. Questi Annuari sono importanti perché i partecipanti vengono scelti dagli stessi artisti.
Le città, le nature morte, le tematiche circensi e i motivi architettonici delle sue prime opere rimandano alle atmosfere desolate del pittore metafisico italiano Giorgio De Chirico, al repertorio cubista di ascendenza picassiana e al surrealismo degli artisti emigrati dall’Europa durante il Secondo conflitto. Durante la sua vita Marca-Relli crea collage su scala monumentale. Combina pittura ad olio e collage sviluppando colori molto intensi, superfici irregolari e schizzi espressionisti che ne legano l’estetica al lavoro di Kurt Schwitters. Sperimenta anche con i materiali metallici, plastici e tessili. Con il passare degli anni i suoi collage assumono una semplicità astratta, evidenziata da colori scuri e da forme rettangolari isolate su uno sfondo neutro.
Nel 1952 l’artista conosce Eleanor Ward, proprietaria della Stable Gallery. Nell’estate di quello stesso anno l’artista va a San Miguel de Allende (Messico) con i colleghi e amici Fred Farr e Jane Crawford: a questo soggiorno messicano si fa risalire l’approdo dell’artista alla tecnica del collage, secondo il desiderio di accostare aree cromatiche del medesimo tono.
Nel 1953 compra una casa adiacente a quella degli amici coniugi Jackson Pollock e Lee Krasner a Springs, East Hampton. Nel corso dei quasi quattro anni trascorsi qui, Marca-Relli stringe un forte legame con Pollock. In quello stesso anno viene realizzata la seconda edizione del Ninth Street Show da parte della Stable Gallery. Musei come Il MoMA, Il Solomon Guggenheim e il Withney ne acquistano opere di grande formato. L’anno seguente vince la Logan Medal of the Arts con Seated Figure. Nel 1955 partecipa alla XXVIII Biennale di Venezia.
È del 1956 una delle sue opere più famose: The Death of Jackson Pollock, concepita dopo essere stato chiamato al riconoscimento del corpo dell'amico Jackson Pollock, tragicamente scomparso in un incidente stradale la notte dell’11 agosto 1956. Nello stesso anno il Metropolitan Museum acquista l’opera The Battle, ispirata alla Battaglia di San Romano di Paolo Uccello (1438 ca.).
Nel 1957 Marca-Relli è di nuovo a Roma, dove conosce e frequenta artisti del calibro di Ettore Colla, Gastone Novelli, Achille Perilli, Giuseppe Capogrossi, Toti Scialoja.
Marca-Relli insegna alla Yale University dal 1954 al 1955 e in seguito dal 1959 al 1960, e anche alla University of California di Berkeley nel 1958. Nel 1959 rappresenta la New York School alla Documenta II di Kassel.La sua prima mostra personale viene organizzata a New York nel 1947 dalla Niveau Gallery, l’anno seguente tocca alla Galleria Il Cortile di Roma e nel 1967 il Whitney Museum of American Art gli dedica un'ampia retrospettiva.
Nel 1966 è artista residente nel New College di Sarasota, mentre verso la fine degli anni Sessanta sarà spesso diviso fra uno studiolo parigino in Rue Bonaparte e una nuova casa-studio fatta realizzare a Ibiza. In questo periodo approfondisce i rapporti artistici con personaggi come Domenico Gnoli, Pierre Soulage, Zao Wou-Ki. Tra gli anni Settanta e Ottanta trascorre lunghi periodi a Ibiza e in altre capitali europee, tra le quali Parigi, Londra e Roma. Passa diversi anni nel tentativo di realizzare una house boat da ormeggiare sulle rive della Senna che venderà appena ultimata e nel 1975 acquista un appartamento sulla Cinquantasettesima Strada a Manhattan. Dal 1976 è membro dell’Istitute of Art and Letters. Nel 1988 decide di allontanarsi dal caos newyorkese, nel quale era tornato stabilmente dal 1983, acquistando un casale nel New Jersey.
Nel 1997 si trasferisce con la moglie Anita Gibson a Parma, come conseguenza di una lunga e costante collaborazione con la Galleria d'Arte Niccoli avviata nel 1989. L'anno successivo la Fondazione Peggy Guggenheim Collection gli dedica un'importante mostra personale dal titolo Omaggio a Marca-Relli.
Nel 2000, l'Institut Mathildenhohe di Darmstadt gli dedica un'ampia mostra antologica. Lo stesso anno, il 31 marzo, gli viene concessa la cittadinanza onoraria dalla Città di Parma. Le sue opere sono esposte nei più celebri musei del mondo, tra cui il Metropolitan Museum of Art di New York, il Museum of Modern Art di New York e la Fondazione Solomon R. Guggenheim di New York.
Muore a Parma il 29 agosto del 2000, all'età di 87 anni.
Nell'estate 2008 viene organizzata una vasta retrospettiva negli spazi della Rotonda di via Besana a Milano. Tra il 2009 e il 2011 si ricordano le due importanti mostre curate dalla Knoedler&Company Gallery di New York, The New York Years 1945-1967 e City to Town, e l'omaggio dedicatogli dalla Pollock-Krasner House and Study Center di East Hampton, The Springs Years 1953-1956.
Tutte le mostre, a partire dal 1997, sono state realizzate in collaborazione con l'Archivio Marca-Relli.

## Archivio Marca-Relli
L'Archivio Marca-Relli, fondato dall'artista e dalla Galleria d'Arte Niccoli a Parma nel 1997, raccoglie tutte le informazioni storiche sull'opera dell'artista per la preparazione del catalogo ragionato delle opere e per supportare lo studio e l'approfondimento di questo importante artista statunitense di origine italiana.

## Mostre personali
- 1947, New York, Niveau Gallery
- 1948, Roma, Galleria Il Cortile
- 1949, Roma, Galleria Il Cortile. New York, Niveau Gallery
- 1951, New York, New Gallery
- 1953, New York, Stable Gallery
- 1955, New York, Stable Gallery
- 1956, Los Angeles - Hollywood, Frank Perls Gallery. New York, Stable Gallery
- 1957, Roma, Galleria La Tartaruga. Milano, Galleria del Naviglio
- 1958, New York, Stable Gallery
- 1959, New York, Kootz Gallery
- 1960, New York, Kootz Gallery. Sharon (Connecticut), Playhouse Gallery
- 1961, Düsseldorf, Galerie Schmela. San Francisco, Bolles Gallery. Boston, Joan Peterson Gallery. Lima, Instituto de Arte Contemporáneo. New York, Kootz Gallery
- 1962, Paris, Galerie de France. New York, Kootz Gallery. Milano, Galleria del Naviglio.
- 1963, Zürich, Galerie Charles Lienhard. Tokyo, Tokyo Gallery. New York, Kootz Gallery
- 1964, New York, Kootz Gallery
- 1965, Buenos Aires, Galería Bonino
- 1967, Coral Gables (Florida), James David Gallery. Philadelphia, Makler Gallery. New York, Whitney Museum of American Art. Waltham (Massachusetts), Rose Art Museum, Brandeis University
- 1968, Tuscaloosa, University of Alabama. Boston, Alpha Gallery. Buffalo, Albright-Knox Art Gallery
- 1969, Seattle, Seattle Art Museum. Portland (Oregon), Reed College
- 1970, New York, Marlborough Gallery. College Park, University of Maryland Art Gallery. West Palm Beach (Florida), Norton Gallery and School of Art
- 1971, Düsseldorf, Galerie Schmela. Fort Lauderdale (Florida), Fort Lauderdale Museum of Art. Coral Gables (Florida), Lowe Art Museum University of Miami
- 1972, Ibiza, Galería Carl Van der Voort
- 1973, Madrid, Galería Ynguanzo. Auvernier (Neuchâtel), Galerie Numaga. Berlin, Galerie Bahlsen
- 1974, Zürich, Marlborough Galerie. Philadelphia, Makler Gallery
- 1975, Toronto, Marlborough-Goddard Gallery. Montréal, Marlborough-Goddard Gallery. New York, Marlborough Gallery. Ibiza, Galería Carl Van der Voort
- 1977, Ibiza, Galería Lanzenberg. New York, Cordier & Ekstrom Gallery
- 1978, Barcelona, Galería Joan Prats. Fort Lauderdale (Florida), Carone Gallery
- 1979, Fort Lauderdale (Florida), Fort Lauderdale Museum of Art. New York, Marlborough Gallery. Fort Lauderdale (Florida), Carone Gallery
- 1979-1980, Sarasota (Florida), The John & Mable Ringling Museum of Art
- 1981, Chicago, Hokin Gallery
- 1982, Washington D.C., Phoenix Gallery. Birmingham (Michigan), G.M.B. Gallery
- 1983, New York, Alex Rosenberg Gallery
- 1985, New York, Marisa del Re Gallery
- 1986, Chicago, R.H. Love Gallery. New York, Marisa del Re Gallery
- 1987, New York, Marisa del Re Gallery
- 1989, New York, Marisa del Re Gallery
- 1990, Parma, Galleria d'Arte Niccoli. Scottsdale (Arizona), Riva Yares Gallery
- 1991, New York, Marisa del Re Gallery
- 1996, New York, East Hampton, Vered Gallery
- 1998, Venezia, Fondazione Peggy Guggenheim
- 2000, Darmstadt, Institut Mathildenhöhe
- 2002, Parma, Galleria d'Arte Niccoli
- 2004, New York, Joan T. Washburn Gallery. Prato, Galleria Open Art
- 2006, Brescia, Lagorio Arte Contemporanea
- 2008, Milano, Rotonda della Besana
- 2008, Fort Lauderdale (Florida), Museum of Art
- 2009, New York, Knoedler and Company Gallery
- 2010, Galleria d'arte Bergamo, Bergamo
- 2011, New York, Knoedler and Company Gallery
- 2011, East Hampton, Pollock-Krasner House and Study Center
- 2012, Londra, Ronchini Gallery
- 2016, New York, Hollis Taggart Galleries
- 2016, Prato, Galleria Open Art
- 2016, Londra, Repetto Gallery
- 2017, New York, Pavel Zoubok Gallery
- 2018, Lugano, De Primi Fine Art
- 2019, Bologna, Artefiera, Stand monografico Galleria d'Arte Niccoli
- 2019, Londra, Ronchini Gallery
- 2021, Roma, Galleria Mattia De Luca

## Opere nei musei e nelle collezioni pubbliche
- Allentown (Pennsylvania), James A. Michener Foundation
- Allentown (Pennsylvania), Allentown Art Museum
- Ann Arbor (Michigan), The University of Michigan Museum of Art
- Atlanta (Georgia), High Museum of Art
- Austin (Texas), Jack S. Blanton Museum of Art
- Barcellona, Museu d'Art Contemporani MACBA
- Berkeley (California), University of California, Berkeley Art Museum
- Berlin, Sammlung Reinhard Onnasch
- Bilbao, Guggenheim
- Boca Raton (Florida), Boca Raton Museum of Art
- Buffalo (New York), Albright-Knox Art Gallery
- Cambridge (Massachusetts), Fogg Art Museum
- Cambridge (Massachusetts), Harvard University Art Museums
- Chicago (Illinois), The Art Institute of Chicago
- Cleveland (Ohio), Cleveland Museum of Art
- Columbia (Missouri), Museum of Art & Archaeology
- Columbia (Missouri), University of Missouri-Columbia
- Coral Gables (Florida), Lowe Art Museum
- Denver (Colorado), Denver Art Museum
- Detroit (Michigan), Detroit Institute of Arts
- Fort Lauderdale, Museum Of Art Fort Lauderdale,FL
- Hartford (Connecticut), Wadsworth Atheneum
- Houston (Texas), The Museum of Fine Arts
- Indianapolis (Indiana), Indianapolis Museum of Art
- Lincoln (Nebraska), Sheldon Memorial Art Gallery
- Los Angeles (California), Los Angeles County Museum of Art
- Minneapolis (Minnesota), Walker Art Center
- Minneapolis (Minnesota), Minneapolis Institute of Arts
- New Haven (Connecticut), Yale University Art Gallery
- New York, Solomon R. Guggenheim Museum
- New York, Metropolitan Museum of Art
- New York, The Empire State Collection
- New York, Museum of Modern Art
- New York, Whitney Museum of American Art
- New York, Collection of the Chase Manhattan Bank
- Norman (Oklahoma), The Fred Jones Jr. Museum of Art
- Philadelphia, Pennsylvania Academy of Fine Arts
- Pittsburgh (Pennsylvania), Carnegie Institute
- Portland (Oregon), Portland Art Museum
- Purchase (New York), Neuberger Museum of Art
- Québec, Musée national des beaux-arts
- San Francisco (California), San Francisco Museum of Modern Art
- Sarasota (Florida), The John & Mable Ringling Museum of Art
- Savannah (Georgia), Telfair Museum of Art
- Seattle (Washington), Seattle Art Museum
- St. Louis (Missouri), Mildred Lane Kemper Art Museum
- St. Paul (Minnesota), St. Paul Gallery of Art
- Utica (New York), Munson-Williams-Proctor Arts Institute
- Venezia, Fondazione Peggy Guggenheim
- Waltham (Massachusetts), Rose Art Museum at Brandeis University
- Washington, National Gallery of Art
- Washington, Smithsonian American Art Museum
- Waterville (Maine), Colby College Museum of Art

## Cataloghi
- William C Agee, Conrad Marca-Relli (New York, Publisher for the Whitney Museum of American Art by F.A. Praeger, 1967.) OCLC 1555599
- Conrad Marca-Relli; Marlborough-Gerson Gallery, Marca-Relli Feb. 1970 (New York: Marlborough-Gerson Gallery; Associated galleries: Marlborough Fine Art (London) Ltd., Marlborough Galleria d'Arte, 1970) OCLC: 56224536
- Conrad Marca-Relli; Cordier & Ekstrom, Marca-Relli, new constructions & collages on paper: March 23 to April 23, 1977 (New York: Cordier & Ekstrom, 1977) OCLC: 47714830
- Conrad Marca-Relli; Santiago Amón; Galeria Joan Prats, Marca-Relli 1976-1978 (Barcelona: Ediciones Polígrafa, [1978?]) ISBN 84-343-0265-9
- Conrad Marca-Relli, Conrad Marca Relli: the early years, 1955-1962: February 3-27, 1979 (New York: Marlborough Gallery, 1979.) OCLC: 6059559
- Conrad Marca-Relli; Alex Rosenberg Gallery, Conrad Marca-Relli, homage to la belle epoque: new works: October 5-31, 1983 (New York, N.Y. : Alex Rosenberg Gallery, [1983]) OCLC: 47715196
- Marca-Relli, Dore Ashton, Galleria D'arte Niccoli-Parma, Italy. October 6-November 26, 1990
- Reclaiming Artists of the New York School Toward a More Inclusive view of the 1950s, Exhibition: March 18-April 22, Baruch College CUNY, New York City, 1994 Mishkin Gallery
- Marca-Relli: Tensioni Composte/Composite Tensions; Works from 1939 to 1997; Text by Bruno Corà; Pacini Editore and Galleria Open Art, Prato; 2004 [anthological exhibition, October 14, 2004-January 8, 2005, Prato, Galleria Open Art] ISBN 88-7781-628-7
- Conrad Marca-Relli; The New York Years 1945 - 1967; Text by Jasper Sharp; Knoedler & Company Publisher, New York, 2009; Exhibition: September 12 - November 14, 2009, New York, Knoedler & Company Gallery ISBN 978-0-9820749-4-7
- Conrad Marca-Relli. City to town, essays by Carter Ratcliff 2011, Knoedler&Company publisher, New York, exhibition May 5 - July 29, 2011
- Conrad Marca-Relli. The Springs Years 1953 - 1956, essays by Carter Ratcliff 2011, Pollock-Krasner House and Study Center publisher, New York, exhibition May 5 - July 29, 2011
- Conrad Marca-Relli. The Architecture of Action, essays by David Anfam and Kenneth Baker, Ronchini Gallery publisher, London, exhibition October 10 - November 22, 2012
- Conrad Marca-Relli Reconsidered, essay by William C. Agee, Hollis Taggart Galleries publisher, New York, exhibition January 21 - March 5, 2016
- Marca-Relli. Tra figura e astrazione, essay by Marco Scotti, Galleria Open Art, Prato, Carlo Cambi Editore, October 8 - December 11, 2016